# Александровка (Бугурусланский район)
Александровка —  упразднённое село в Бугурусланском районе Оренбургской области России. В 1940 году включёно в состав города Бугуруслан.

## География
Расположен на северо-западе Оренбуржья, на южных склонах Бугульминско-Белебеевской возвышенности, на берегу реки Кундузла, к югу от железнодорожной ветки Самара — Уфа и основного ядра города.

## История
Указом Президиума Верховного Совета РСФСР от 16 июня 1940 года в городскую черту города Бугуруслана   посёлок при станции Бугуруслан и село Александровка.

## Транспорт
Через село проходила гужевая дорога.